# Biosfeer 2

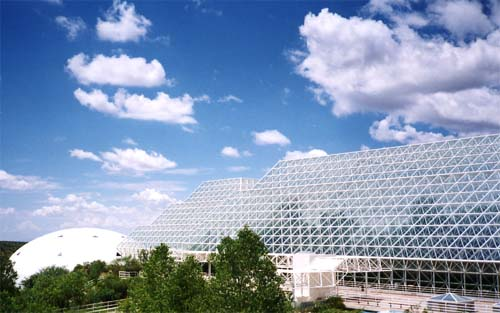
Biosphere 2

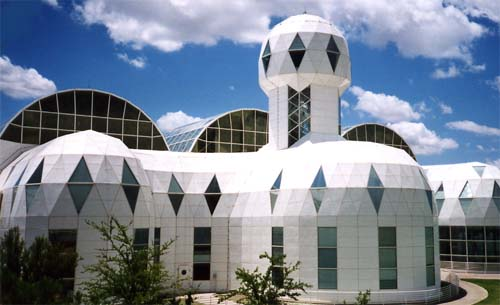
Biosphere 2

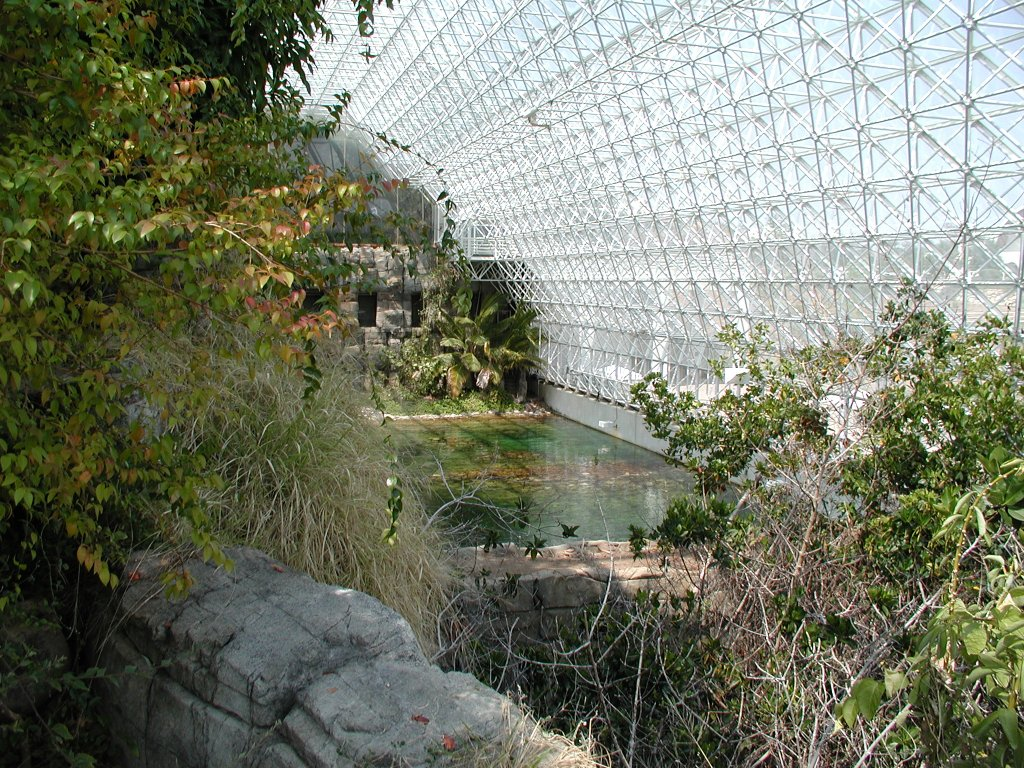
Binnenzicht van "Biosphere 2"

Biosfeer 2 (Engels: Biosphere 2) is een 1,27 hectare grote constructie in Oracle (Arizona) (VS), gebouwd om een gesloten ecologisch systeem na te bootsen.
Het is tussen 1987 en 1989 gebouwd door Space Biosphere Ventures, een bedrijf dat wordt beheerd door John Polk Allen en Margret Augustine en werd in de jaren negentig gebruikt om te zien of mensen konden leven in een gesloten biosfeer, terwijl ze ook wetenschappelijke experimenten uitvoerden. Het onderzoek toonde het gebruik aan van gesloten biosferen in ruimtekolonies, en de manipulatie van een biosfeer zonder die van de aarde te beschadigen. De naam komt van het idee dat de eerste biosfeer onze aarde is. De ca. 200 miljoen dollar voor het project kwam van oliemiljardair Edward Bass.

## Problemen tijdens de missies
Het project bestond uit twee gesloten missies; de eerste was van 26 september 1991 tot 26 september 1993, de tweede duurde 6 maanden en vond plaats in 1994.

### Missie 1
Tijdens de eerste expeditie zakte het zuurstofniveau. Van de 20,9% die doorgaans voorkomt op zeeniveau zakte het tot 14%. Toen het zuurstofniveau op ca. 16% kwam kregen de biosfeerbewoners last van hoogteziekte. Nog voordat het zuurstofniveau op 14% kwam te liggen kregen vier van de acht bemanningsleden al zuurstof in hun slaapkamers bijgevuld. Genoodzaakt door deze problemen werd besloten om door een zuurstofinjectie het peil weer op te krikken tot een niveau tussen de 18 en 19%. 16% werd als ondergrens ingesteld, omdat onder dit niveau de stress enorm toenam. Naast deze injectie werden ook nog 30.000 roofmijten de biosfeer ingebracht om de plaag van spintmijt tegen te gaan.

### Missie 2
Deze begon op 6 maart 1994 en zou tien maanden duren, maar werd gestaakt na zes maanden. De crew bestond uit Norberto Romo (kapitein), John Druitt, Matt Finn, Pascal Maslin, Charlotte Godfrey, Rodrigo Romo en Tilak Mahato.
Op 5 april om 11:57 uur lieten Abigail Alling en Mark Van Thillo, leden van de eerste missie, een spoor van vernieling achter bij de tweede missie.
Vlak na het incident verliet kapitein Norberto Romo (toen getrouwd met Margret Augustine) de biosfeer. In zijn plaats kwam Bernd Zabel, die eerder genomineerd was als kapitein op de eerste missie, maar op het laatste moment was vervangen. Twee maanden later werd Matt Finn door Matt Smith vervangen.
De missie eindigde op 6 september 1994.

## Trivia
- De film Bio-Dome is een parodie op het project Biosphere 2.
- In de Sovjet-Unie werden ook dergelijke experimenten gehouden, waarvan BIOS 3 (Biosfeer 3; vanaf 1968) het bekendste is.
- Biosfeer 2 was een belangrijke inspiratie voor Big Brother en De Gouden Kooi.
- In seizoen 11 van het Play4-programma De Mol, dat in Arizona werd opgenomen, vond de laatste opdracht plaats in Biosfeer 2. De drie finalisten werden hier opgesloten en moesten binnen 1 uur proberen te ontsnappen om € 5000,- te verdienen. Hiervoor konden ze onderweg aanwijzingen vinden, maar moesten ze ook de verleiding kunnen weerstaan om geheime informatie over de Mol te lezen voor de finaletest. Dit kostte per keer € 1000,-.